# 서산비행장
서산비행장(IATA: HMY, ICAO: RKTP)은 충청남도 서산시 해미면에 위치한 비행장이다.
면적은 11.9 km2(약 350만평)으(로) 대한민국에서 가장 넓은 공군 기지이며, 동아시아의 최대 규모 비행단이다. 7.3 km2인 김포국제공항의 1.63배에 이른다. 1989년 국방부에 의해 서해안 방어를 위한 K-Z비행장으로 계획되었다. 당시 충청남도 서산군과는 사전 협의 없이 계획된 것이어서 인근 주민들의 반발이 심했다. 비행장은 1991년 착공하여 1997년 완공하였다. 2,743m×46m의 활주로 2개와 평행유도로 4개를 갖추고 있다. 이와함께 1996년 12월 2일 제20전투비행단을 창단하여 비행장을 활용하고 있다. 다만 지나치게 크고 공군기도 다른 비행장보다 많아 서산시에서 소음피해가 심하다.

## 민항기 취항 추진
충청남도와 서산시가 민항기 취항을 추진한다. 도 단위 행정구역 중 유일하게 공항이 없던 충청남도가 이 곳에 공항을 만들어 해외관광객을 끌어들이고자 한다. 공항을 완전히 새로짓는데에는 5000억 원 상당이 들지만 기존 비행장을 활용하는 이 사업에는 490억 원이 들 것으로 추정한다. 사전타당성 검토 연구용역 결과에 따르면 서산공항의 장래 항공수요는 항공 교통량의 증가 추세에 따라 2023년 기준 약 37만명, 2053년 기준 58만 명까지 증가할 것으로 예상됐다. 이미 2000년에 '제2차 공항개발 중장기 종합계획'에 반영돼 사업이 가시화되는 듯했지만, 1990년대 말의 IMF 위기에 따른 항공수요 급감 추새로 민항 유치가 무산된 바 있다.
반면 무분별하게 공항을 유치한 지역들때문에 비용편익비율(B/C)이 3.53 이상임에도 아직 개통되지 못했다. 다른 지역공항들이 적자운영을 지속하고 있음이 유인이다. 불과 100km 떨어진 충청북도의 청주국제공항과 권역이 상당 부분 겹치고 중단거리 저가 항공사 유치 전략도 겹쳐서 항공 수요 분산이 우려되는 상황이다. 청주국제공항은 1997년 개항 이후로 2016년을 제외하고는 계속 적자를 기록하고 있다.
국토교통부는 2016년 5월 제5차 공항개발 중장기 종합계획(2016∼2020년)에 서산비행장의 민항을 포함하였다. 2016년 12월부터는 사전타당성 검토 연구용역을 진행했고 2017년 12월 12일 통과되었다. 기존 활주로 활용이 가능한 점 때문에 비용편익 비율(B/C)이 3.53으로 나와 경제성이 매우 높은 것으로 나타났다. 이로써 사업비 500억 원 미만의 사업이기에 국가재정법 제38조에 따라 예비타당성조사를 거치지 않고 바로 민항기 사업을 진행할 수 있다. 이에 2018년에 기본 계획에 착수하고, 2022년에 공항청사 등 시설물을 완공한 뒤, 2023년 취항한다는 계획이다. 이로써 서해안 지역에서 인근 공항이였던 청주국제공항까지 2시간 이상 걸리던 거리가, 30분 이내로 단축될 것으로 보인다.
사업이 늦어져 2028년 개항한다.

## 같이 보기
- 청주국제공항
- 군산공항